# Jean-Jacques Etchevery
Jean-Jacques Chappuis, dit Jean-Jacques Etchevery (Paris 7e, 17 janvier 1916 - Bordeaux, 7 avril 1997), est un danseur et chorégraphe français.

## Biographie
Formé par Lydia Karpova et Nicolas Zverev, il danse dès 1940 aux Ballets de Monte-Carlo. En 1945, il fonde sa propre compagnie L'Oiseau bleu. En 1946, Georges Hirsch l'appelle en tant que maître de ballet de l'Opéra de Paris puis le charge, en tant que directeur de la danse, de fonder un nouveau ballet national à l'Opéra-Comique. Après six ans, il quitte l'Opéra-Comique pour devenir, au Théâtre de la Monnaie de Bruxelles, chorégraphe, directeur du ballet, directeur de la scène et finalement metteur en scène. Il signe sa première mise en scène en 1956.
Après trois ans, il quitte ce poste pour devenir metteur en scène à temps complet un peu partout en Europe et même au Théâtre Colón de Buenos Aires. Il signe avec le Grand Théâtre de Genève, au moment de sa réouverture en 1962, où il organise les services techniques et administratifs et dirige la scène. En 1973, il est nommé directeur du Grand Théâtre de Tours où il restera pendant dix années pleines.
Chorégraphe et metteur en scène prolifique, il puise principalement son inspiration dans la poésie et la peinture.

## Quelques œuvres
- 1946 : Bourrée fantasque
- 1947 : Khamma, de Claude Debussy
- 1949 : Casse-Noisette
- 1951 : La Chanson du mal-aimé (texte de Guillaume Apollinaire, musique d'Elsa Barraine)
- 1953 : Pelléas et Mélisande (musique de Fauré)
- 1954 : Les Bals de Paris
- 1955 : Opéras-Ballets
- 1956 : Manet
- 1956 : Le Masque de la mort rouge, de Léon Jongen
- 1957 : Pygmalion
- 1958 : Mephisto-Valse (musique de Liszt)
- 1961: La Belle de Paris, texte de Louis Ducreux, musique de Georges Van Parys, mise en scène de Jean-Jacques Etcheverry, avec Claude Bessy et Jacques Chazot